# Scolopsis lineata
Scolopsis lineata är en fiskart som beskrevs av Jean René Constant Quoy och Joseph Paul Gaimard 1824. Scolopsis lineata ingår i släktet Scolopsis och familjen Nemipteridae. Inga underarter finns listade i Catalogue of Life.